# Liu Tingting
Liu Tingting (chinesisch 劉 婷婷 / 刘 婷婷, Pinyin Liú Tíngtíng; * 29. Oktober 1990) ist eine chinesische Hammerwerferin.

## Sportliche Laufbahn
2011 gewann sie Silber bei den Asienmeisterschaften in Kōbe und schied bei den Weltmeisterschaften in Daegu mit 63,12 m in der Qualifikation aus. 2013 folgte eine weitere Silbermedaille bei den Asienmeisterschaften in Pune sowie ein erneutes Vorrundenaus bei den Weltmeisterschaften in Moskau. Zwei Jahre später gewann sie bei den Asienmeisterschaften in Wuhan die Goldmedaille, kam aber bei den Weltmeisterschaften in Peking mit 67,07 m abermals nicht über die Qualifikation hinaus.
2016 nahm sie zum ersten Mal an den Olympischen Sommerspielen in Rio de Janeiro teil und warf den Hammer in der Qualifikation auf 69,14 m, was aber nicht für den Finaleinzug reichte. 2017 gewann sie bei den Asienmeisterschaften in Bhubaneswar mit 69,45 m ihre dritte Silbermedaille, diesmal hinter ihrer Landsfrau Luo Na. Zwei Jahre später nahm sie ein weiteres Mal an den Weltmeisterschaften in Doha teil und schied dort mit einer Weite von 67,11 m in der Qualifikation aus.
2018 wurde Liu chinesische Meisterin im Hammerwurf.